# 天使になるもんっ!
『天使になるもんっ!』（てんしになるもんっ）は、ぴえろ製作のテレビアニメ。テレビ東京系で1999年4月7日から同年9月29日まで放送。全26話。

## あらすじ
家族と別居し、一人暮らしの男子高校生・鴨下祐介の前に突然天使のような風貌の少女・ノエルが現れる。アクシデントのキスによりノエルの家族に婿として迎え入れられ、同居するはめに。その上祐介は思いを寄せていた鈴原夏海に、誤解が重なり完全に嫌われてしまう。
それでも告白する祐介だが、ラブレターに書いた「僕の天使」の部分には「天使なんているわけないじゃない!」と異様な剣幕で否定され落ち込む祐介。そんな姿を見たノエルは破られたラブレターを渡し、「私、ユウスケの天使になる!」と約束する。

## 登場人物

### 主要人物
鴨下 祐介（かもした ゆうすけ）
声 - 宮崎一成
本作の主人公。ごく普通の健全な男子高校生。15歳の高校1年生。両親の転勤を機に一人暮らしをしている。夏海に想いを寄せているが、恋愛に不器用で、なかなかうまくいかない。突然できた「家族」に戸惑いながらも次第にうち解けあい、本当の家族のように接する。ノエルのことも受け入れ始め、大切に思い始める。
ノエル
声 - 川上とも子
本作のヒロイン。祐介の前に突如現れた少女。祐介が大好きで、彼のために天使になりたいと思っている。明朗快活で無邪気だが、人間界のことはよく分からないため、奔放な行動が目立ち天然ボケ。分からないことはすぐ人に聞く。実は未熟な天使の魂が3つに割れたうちの1人であり、魔界に落ちて鬼のパパに拾われて育てられたことから魔界人だと信じ込んでおり、自分が本当に天使であることは知らない。
鈴原 夏海（すずはら なつみ）
声 - 野上ゆかな、鹿倉涼子（3歳）
祐介のクラスメイトで、15歳の高校1年生。水泳部員で高飛び込みのエース。容姿端麗、成績優秀、スポーツ万能、さらに家柄も良いというまさに学校ではアイドル的存在である。天使といった非科学的なものは信じていない。2年前に亡くした兄のことを今もひきずっている。祐介が想いを寄せる人物だが、本人は彼を嫌っていた。しかし、ノエルが現れてから祐介のことが気になりだす。

### ノエルの家族と関係者
シルキー
声 - 小西寛子
ディスペルに仕える少女。彼によって鎖に繋がれている。しかしディスペルは彼女の操り人形。すなわち裏ではシルキーが操っていた。天使が大嫌い。無表情で物静か。色々と謎が多く、いつか王子様が現れることを願っている。実は、天使の魂が3つに割れたうちの1人。
サーラ
声 - 川澄綾子
ノエルの姉。透明人間。のらりくらりとしている。最初は祐介に興味を惹かれていたが、ミカエルが好きで「ミカエル様」と呼んでいる。消えたり、元に戻ったりできる。
ガブリエル
声 - 林延年
ノエルの兄。19歳。吸血鬼。美形なお調子者で女好きだが、大抵は失敗に終わる。また、猫アレルギーのため、ミルルだけは苦手。短気で父親とも喧嘩が絶えない。
ノエルの父
声 - 小杉十郎太
ノエルの父親。鬼系の魔界人でフランケンのような風貌だが、外見の割に家族思いで子煩悩、優しくて頼もしい。ママとはとても仲が良い。魔界での生活に嫌気がさして人間界にやって来て、普通のサラリーマンとして暮らしている。
ノエルの母
声 - 日髙のり子
ノエルの母親。魔界の魔女。永遠に28歳。優しくて料理上手。情に厚く、のんびり屋でおっとりしているが、実は心配性で乱暴な面も。丸いものに目がない。
ルカ
声 - 大谷育江
ノエルの妹。ダークエルフ。13歳。メカが好きで発明狂。科学の力を信じており、博学かつ研究熱心だが、役立つ事は少ない。一応、家族の中では最も冷静。
バーバ
声 - 中友子
ノエルの祖母。推定年齢101歳。家族の中で唯一祐介のことを嫌い「汚れた人間と交わると不幸になる」と言って、ノエルから引き離そうとする。伝説の魔女という噂で、実際に魔法の腕は超一流だが、やる事はインチキ臭く「ボケている」とも評されている。
ミルル
声 - 飯塚雅弓
ディスペルの元で働く猫耳の女の子。ガブリエルのことが好き。自由奔放で気分屋。
ディスペル
声 - 岩田光央
魔界人。だが実はシルキーの操り人形。完全でないものに美を求めるコレクターの男。冷酷で目的のためなら手段を選ばず、彼の天使コレクションの中には無かった不思議な力をノエルに感じており、その力が覚醒する前に彼女を自分のものにしようとしている。シルキーと共にいる。後に用済みとして小さい普通の人形に戻された。
ミカエル
声 - 石田彰
祐介の先輩。謎めいた少年。何かとノエルたちの前に現れては忠告を与える。後半はラファエルと共に暮らす。ラファエルのことを様付けで呼んだり、一緒にひとつの布団に裸で寝たりと仲が良く、彼を大切に思っている。実は3つに分かれた天使の魂のうちの1人であり、彼は創世神に拾われたため自分達の運命を知っている。ノエルを天使として覚醒させるべく人間界に降り立った。
ラファエル
声 - 森久保祥太郎
左の肩に羽が生えているお気楽な天使。ミカエルと一緒に住んでいて、なにかとミカエルにちょっかいをかける。ときどきギターをひいている。ミカエルが好き。
エロス
声 - 南央美
シルキーの部下で一生懸命な男の子。シルキーが大好きで、いつもシルキーのためにがんばっている。
ミューズ
声 - 丹下桜
シルキーの部下でおどおどした女の子。エロスが大好きで、エロスのために任務を遂行しようとするが、いつも失敗ばかり。

### その他の人物
忍（しのぶ）
声 - 金月真美
ノエルや祐介達のクラスの担任教師。いまだ独身女性だが、優しく個性的な良い先生。ちょっとおとぼけ。
斉木（さいき）
声 - 保志総一朗
祐介のクラスメートで悪友。眼鏡をかけているが、頭は決してよくない。ごく普通の男子高校生。

## スタッフ
- 原作 - HEAVEN PROJECT
- 原案/監督 - 錦織博
- シリーズ構成 - 池田眞美子
- キャラクターデザイン - 加藤裕美
- サブキャラクターデザイン - 北山真理
- メカニックデザイン - 前田清明
- メインアニメーター - 赤坂恵理子
- 美術監督 - 柴田千佳子
- 色彩設定 - いわみみか。
- 撮影監督 - 田村正人
- 編集 - 小野寺桂子
- 音楽 - 周防義和
- 音響監督 - 鶴岡陽太
- アニメーションプロデューサー - 鈴木重裕
- エグゼクティブプロデューサー - 戸張涼、渡辺繁、布川郁司
- プロデューサー - 斉藤郁、池田慎一、池口和彦
- アニメーション制作 - ぴえろ
- 製作 - テレビ東京、読売広告社、バンダイビジュアル

## 主題歌

### オープニングテーマ
「だって、大好き!」
作詞 - 柚木美祐 / 作曲・編曲 - 周防義和 / 歌 - COMA（小石巳美 & 周防義和）
カップリング曲「ミカンのあぶりだし」
作詞 - 水菜おみ / 作曲・編曲 - 周防義和 / 歌 - COMA（小石巳美 & 周防義和）

### エンディングテーマ
「あいは海」
作詞・作曲 - おおたか静流 / 編曲 - 周防義和 / 歌 - おおたか静流
カップリング曲「永遠の旅へ」
作詞・作曲 - おおたか静流 / 編曲 - 周防義和 / 歌 - おおたか静流

## サウンドトラック
『PURURUN! 天使になるもんっ! オリジナル・サウンドトラック』1999年6月21日、再発盤2005年7月6日
全26曲、5曲目「ホクホク」、15曲目「ねえねえ」、16曲目「Divider」は、小石巳美の作曲・編曲。2曲目は、OP「だって、大好き!」、11曲目は、ED「あいは海」。その他は、周防義和が作曲・編曲。
『Fuwarin! 天使になるもんっ! オリジナル・サウンドトラック Vol.2』1999年10月21日
全17曲、1曲目「夢みるマリオネット」、13曲目「Muse en juillet」は、小石巳美の作曲・編曲。8曲目は、OP「だって、大好き!<TV version>」、2曲目は、OPのカップリング曲「ミカンのあぶりだし」。 その他は、周防義和が作曲・編曲。
『ギュっとね! 天使になるもんっ! オリジナル・サウンドトラック Vol.3』1999年11月21日
全16曲、7曲目は、EDのカップリング曲「永遠の旅へ」、その他は、周防義和が作曲・編曲。15、16曲目は、OP「だって、大好き!」のReggae inst.バージョン、弦楽バラードバージョンである。

## 各話リスト
| 話数   | サブタイトル                       | 脚本              | 絵コンテ        | 演出              | 作画監督                            | 放送日        |
| ------ | ---------------------------------- | ----------------- | --------------- | ----------------- | ----------------------------------- | ------------- |
| STEP1  | キスはスキってきもち、かも         | 池田眞美子        | 錦織博          | 錦織博            | 加藤裕美                            | 1999年 4月7日 |
| STEP2  | ツギハギだらけの恋だっていい       | 池田眞美子        | 錦織博          | 錦織博            | 加藤裕美                            | 4月14日       |
| STEP3  | 抱いて、ギュッとね                 | 池田眞美子        | 高橋亨          | 高橋亨            | 加藤裕美                            | 4月21日       |
| STEP4  | 大切なもの、大切な……               | 池田眞美子        | 錦織博          | 錦織博            | 高倉佳彦                            | 4月28日       |
| STEP5  | 見えなくて、そこにいて             | 池田眞美子 錦織博 | 錦織博 藤本ジ朗 | 錦織博            | 千葉道徳                            | 5月5日        |
| STEP6  | ココロに翼、とかね                 | 池田眞美子        | 風山十五        | 錦織博            | 加藤裕美                            | 5月12日       |
| STEP7  | キズナっぽい関係、かな             | 池田眞美子        | 桜井弘明        | 一垣内海堂 錦織博 | 高倉佳彦                            | 5月19日       |
| STEP8  | 会いたくて、痛くて                 | 池田眞美子        | 錦織博          | 錦織博 藤本ジ朗   | 三浦辰夫                            | 5月26日       |
| STEP9  | ダメはダメじゃなくて               | 池田眞美子        | 土器手司 錦織博 | 塊鞠苧            | 佐藤陵                              | 6月2日        |
| STEP10 | 穴の向こうに見えるものって         | 池田眞美子        | 牧野行洋 錦織博 | 牛草健            | 渡辺伸弘                            | 6月9日        |
| STEP11 | ふと、サヨナラのとき               | 池田眞美子        | 近藤信宏        | 近藤信宏 藤本ジ朗 | 門上洋子                            | 6月16日       |
| STEP12 | 好きは好きになってもらうこと?      | 池田眞美子        | 潮乱太          | 島美子            | 池田和美                            | 6月23日       |
| STEP13 | 回り道して戻ってくるの             | 池田眞美子        | 潮乱太          | 錦織博 藤本ジ朗   | 加藤裕美                            | 6月30日       |
| STEP14 | 約束は心の中にあるから             | 池田眞美子        | 大畑清隆        | 大畑清隆          | 加藤裕美                            | 7月7日        |
| STEP15 | 遠くて遠くてとどかないもの         | 池田眞美子        | 高橋亨          | 島崎奈々子        | 石倉敬一                            | 7月14日       |
| STEP16 | 答えの出ない気持ちだってある       | 山口亮太          | 織原真盃        | 高瀬節夫          | 佐藤陵                              | 7月21日       |
| STEP17 | ほどいたり、結んだり、ね           | 萩田寛子          | 錦織博          | 島美子            | 池田和美                            | 7月28日       |
| STEP18 | どっちもほしいはイケナイの?        | 池田眞美子        | 佐藤竜雄        | 藤本ジ朗          | 大西貴子                            | 8月4日        |
| STEP19 | アイのちから                       | 横手美智子        | 小林常夫        | 松田聖美          | 小林弓彦                            | 8月11日       |
| STEP20 | 近いゆめ、遠いひと                 | 横手美智子        | 橋本カツヨ      | 島美子            | 池田和美                            | 8月18日       |
| STEP21 | ホントじゃないホントもあって       | 山口亮太          | 近藤信宏        | 日高麗            | 山本哲也                            | 8月25日       |
| STEP22 | 手をのばせば、ホラ                 | 池田眞美子        | 橋本カツヨ      | 鴫野彰            | 大西貴子、山本哲也                  | 9月1日        |
| STEP23 | こわれてゆく心                     | 池田眞美子        | 大畑清隆        | 大畑清隆          | 加藤裕美                            | 9月8日        |
| STEP24 | 扉の向こうに待っているもの         | 池田眞美子        | 風山十五        | 高瀬節夫          | 柳瀬雅之                            | 9月15日       |
| STEP25 | ぜんぶ欲しいから、ナンにもいらない | 池田眞美子        | 小林常夫        | 藤本ジ朗          | 実原登、橋本英樹 大西貴子、加藤裕美 | 9月22日       |
| STEP26 | 今、いちばん大切なもの             | 池田眞美子        | 錦織博 大畑清隆 | 錦織博 大畑清隆   | 加藤裕美、柳瀬雄之 実原登、橋本英樹 | 9月29日       |

## 放送局
| 放送期間（または、放送体制） | 放送時間           | 放送局         | 対象地域       | 備考            |
| ---------------------------- | ------------------ | -------------- | -------------- | --------------- |
| 1999年4月7日 - 9月29日       | 水曜 18:00 - 18:30 | テレビ東京     | 関東広域圏     | 製作局          |
|                              |                    | テレビ北海道   | 北海道         |                 |
|                              |                    | テレビ愛知     | 愛知県         |                 |
|                              |                    | テレビ大阪     | 大阪府         |                 |
|                              |                    | テレビせとうち | 岡山県・香川県 |                 |
|                              |                    | TXN九州        | 福岡県         | 現・TVQ九州放送 |
| 遅れネット                   | 土曜 2:35 - 3:05   | 静岡放送       | 静岡県         | TBS系列         |

## 漫画版
『月刊エースネクスト』に連載。